# 匡互生
匡互生（きょう ごせい、Kuang Husheng、1891年 - 1933年4月22日）湖南省邵陽市東郷の天台山（現在は邵東県連橋町豊足村）に生まれ、中国の教育者、五四運動の学生リーダー。

## 生涯
清王朝の光緒17年（1891年）の9月30日、邵陽市東郷の天台山で生まれた。 16歳、邵陽中学校に入学。武昌起義が勃発した後、匡互生は湖南省巡撫衙門を攻撃する活動にも参加した。1913年、湖南省都督湯薌銘の悪徳を批判し、湯に逮捕手配され、国語教員の李洞天の努力により救われた。
1915年、匡互生は北京高等師範学校の予備校に入学し、翌年、彼は数理学部に合格した。在学中、周予同、劉薰宇、周為群などの同級生とともに「同言社」を創立した。のち「工学会」と改名。匡互生は 「新青年」に掲載された李大釗の記事「庶民の勝利」などを読み、「若者の眠りを目覚めさせる朝の鐘」と称賛した。
1919年、パリ講和会議のベルサイユ条約の結果に不満を抱き、北京の学生たちは、抗議するためにデモを行うことを決定した。匡互生は国のために死ぬことを覚悟し、遺書を書いた。北京の学生数千人が1919年5月4日、天安門広場からヴェルサイユ条約反対や親日派要人の罷免などを要求してデモ行進をした。匡互生は学生運動の最前線に立ち、曹汝霖の家に入り、そこで警備している警察に学生運動の正当性を説得した。
1919年の夏、匡互生は北京高等師範学校を卒業し、長沙に戻って楚怡小学校で教鞭を取った。当時の湖南省はでは、軍閥を倒すための駆張運動が行われていた。その中で、毛沢東と共に駆張運動の宣言を起草した。 1920年、匡互生はコナン第一師範学校の教務学長を務め、毛沢東を教員として破格に採用した。彼はまた、毛沢東らと共に湖南学生自治会と労働組合を組織した。
1921年、政治活動から離れて、日本の「新しき村」運動から影響を受け、江蘇省の宜興市の田舎で平民学校を設立した。しかし、学校を運営する経費が足りないため、1923年に閉校。
1924年、匡互生は浙江省の春暉中学校に転勤したが、教育理念改革という主張のため学校内の守旧派と対立し、のち辞任した。1925年、教育改革を目指す匡互生は、豊子愷、朱光潜ら同人とともに、上海で「立達中学」を創立し、のち「立達学園」と改名。「立達」は『論語』の「己欲立而立人，己欲達而達人」による。匡の教育理念では、教育者の責任は、教育を受けた人々に主体性を発揮し、自由に成長させることである。また彼は、学校は教育の工場ではなく、教育者は園芸家のように、「害虫を取り除き、肥料を与え、自然の環境の中で花を自主的に成長させる」べきだという教育理念を唱えている。そのため、立達中学は「立達学園」と改名された。
1929年、立達学園では、鶏の飼育、養蜂し、園芸を中心とする農村教育科目が設置されるようになった。そのほか、エスペラント、イタリア語、フランス語、社会学、実践倫理の課程も追加された。1932年、一・二八事件で立達学園の校舎は全滅されたが、匡互生は希望を諦めず、校舎を再建するために奔走した。同年の秋に授業は再開できた。
1933年4月22日、匡は学園復興に奔走するなかで病に倒れて42歳で亡くなった。人格教育に尽力した匡は、教育界の同人や学生に評価されている。そのなかで、巴金は、「彼は理想を持ち行動力に溢れる教育者であり、国と国民のために貢献した教育者だった。 私の進むべき道を照らしてくれる光だ」と評価している。

## 参照
1. 1 2 3 4 5 6  “匡互生，凤凰网，于”. 2017年1月11日時点のオリジナルよりアーカイブ。2016年5月18日閲覧。
2. ↑  『趙海洲、趙文健『匡互生伝』』上海書店、2001年。
3. ↑  世良正浩「匡互生ーその生涯と教育実践ー」（『明治学院論叢』 (410)、1987年3月、81〜94頁）
4. ↑  『劉晨『立達学園史論』』団結出版社、2009年、35〜36頁。
5. ↑  『北京師範大学編『匡互生と立達学園ー教育思想教学実践研究』』北京師範大学、1993年。
6. ↑  『巴金「懐念匡互生先生」（北京師範大学編『匡互生与立達学園』に収録）』北京師範大学、1988（執筆）。